# Templo de Uppsala

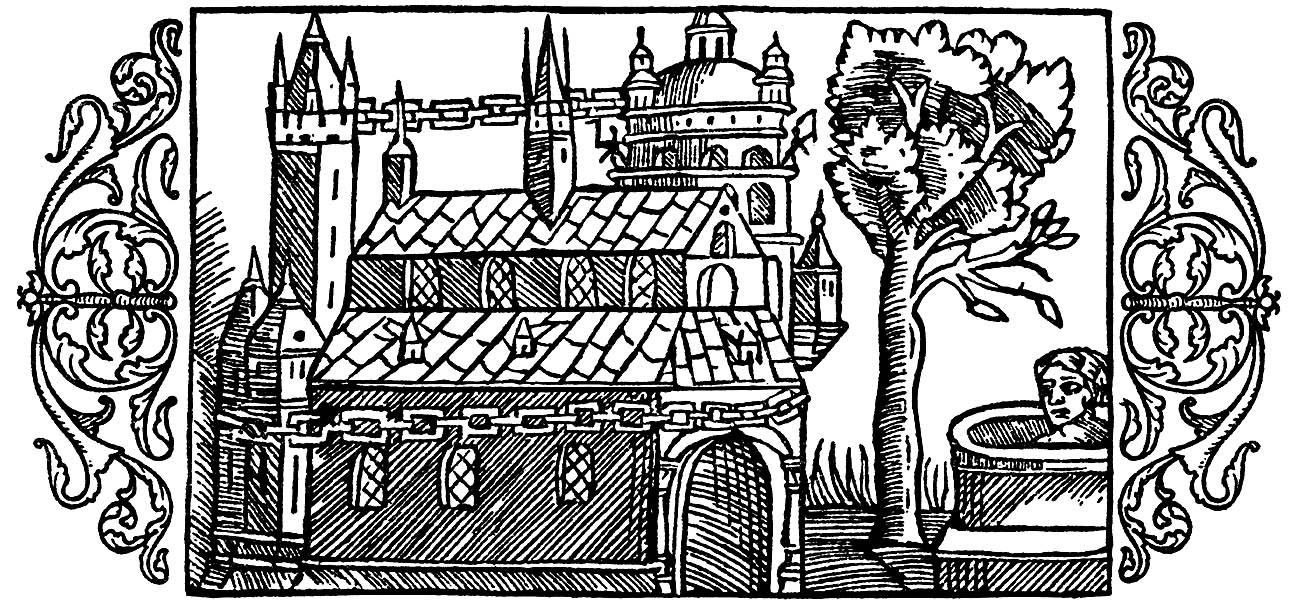
Xilogravura que mostra o Templo de Uppsala tal como descrito por Adão de Brema, incluindo a corrente dourada que o envolvia, o poço e a árvore. Historia de Gentibus Septentrionalibus, Olavo Magno (1555)

O Templo de Uppsala ou Upsália (em sueco: Uppsala tempel) era um centro religioso nórdico que se localizava na atual Velha Uppsala (em sueco: Gamla Uppsala), na Suécia, atestado pela obra Gesta Hammaburgensis ecclesiae pontificum, de Adão de Brema, do século XI, e na Heimskringla, escrita por Snorri Sturluson no século XIII. Diversas teorias foram propostas a respeito das implicações das descobertas do templo e das descobertas feitas pelas escavações arqueológicas na região.

## Evidências

### Gesta Hammaburgensis ecclesiae pontificum
Em sua obra Gesta Hammaburgensis ecclesiae pontificum, Adão de Brema apresenta uma descrição do templo, apesar de provavelmente nunca ter visitado o local. Segundo ele, um "templo muito famoso chamado Ubsola" existia numa cidade próxima a Sigtuna. Adão conta em detalhes como este templo era "adornado com ouro e que as pessoas que o frequentavam cultuavam estátuas de três deuses específicos - Óðinn, Þórr e Freyr - que se sentavam sobre um trono triplo. Tor, que Adão menciona como "o mais poderoso", senta-se sobre o trono central, enquanto Wodan (Odim) e Fricco (Freir) sentam-se a seu lado. Adão dá mais informações sobre as características específicas de cada deus; entre elas, que Fricco é retratado com um imenso pênis ereto, Wodan trajando uma armadura ("da mesma maneira como o nosso povo retrata Marte", ele comenta) e que Tor empunha uma clava, um detalhe que Adão compara ao deus romano Júpiter. Adão ainda acrescenta que "eles também cultuam deuses que costumavam ser homens, e que acreditam terem se tornado imortais devido a seus atos heróicos [...]."

Ainda segundo Adão, um sacerdote era designado para cada um dos três deuses, que oferecem a eles sacrifícios doados pela população. Em caso de uma fome ou praga, o sacrifício era dedicado a Tor; se ocorresse uma guerra, um sacrifício era feito para Wodan; e em caso de casamento, sacrifícios eram feitos para Fricco. Ainda em seu relato, a cada nove anos realizava-se em "Ubsola" um festival comunitário que reunia todas as províncias da Suécia; e aqueles indivíduos que já haviam se convertido ao cristianismo tinham de pagar uma quantia para se isentar das cerimônias.
Adão ainda detalha as práticas dos sacrifícios realizados no templo; segundo ele, nove machos de "todas as criaturas vivas" eram oferecidas para serem sacrificadas, já que, segundo a tradição, seu sangue aplacava os deuses. Os cadáveres destes nove machos eram então pendurados no bosque ao lado do templo. Nas palavras de Adão, este bosque era considerado extremamente sagrado para os pagãos, a tal ponto que cada uma de suas árvores "era considerada uma divindade", devido à morte daqueles que haviam sido sacrificados e pendurados nelas, e que tanto cães como cavalos eram pendurados ao lado de cadáveres humanos. Adão ainda revela que "um cristão" havia informado a ele que havia visto 72 cadáveres de diferentes espécies penduradas dentro do bosque. Ele revela ainda sua repulsa quanto às canções que eram entoadas durante estes rituais de sacrifício, afirmando que elas eram "tantas e tão repugnantes que era melhor passar por elas em silêncio."
Segundo Adão, nas proximidades do templo se encontrava uma árvore colossal, com galhos que se estendiam a longas distâncias, e que mantinha seu verdor tanto no verão quanto no inverno. Ao lado desta árvore havia uma fonte de água, onde sacrifícios também eram realizados. De acordo com ele, havia ali um costume segundo o qual um homem ainda vivo era arremessado dentro da fonte, e, se ele não conseguisse retornar à superfície, "os desejos do povo seriam realizados."
Adão também escreve a respeito de uma corrente dourada que cercava o templo, pendurada a partir dos gabletes do edifício. A corrente podia ser vista desde longe por todos que se aproximavam do templo, devido ao terreno sobre o qual ele havia sido construído; ele era cercado por montes, "como um anfiteatro". Os banquetes e sacrifícios duravam por nove dias, e em cada um destes dias um homem era sacrificado, juntamente com dois animais. Assim, ao longo destes nove dias 29 sacrifícios eram realizados; todos eles, segundo Adão, realizados por volta do período do equinócio da primavera.

### Heimskringla

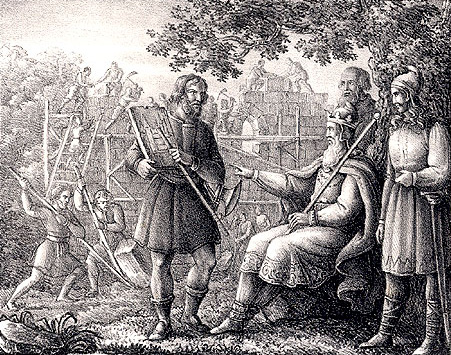
Yngvi-Freir constrói o Templo de Uppsala (1830), de Hugo Hamilton

Na Saga dos Inglingos, compilada no Heimskringla, Snorri apresenta uma origem evemerística dos deuses nórdicos e dos governantes que deles descenderam. No capítulo V, Snorri afirma que os æsir povoaram o território da Suécia e construíram ali diversos templos; Odim teria se fixado no lago Logrin, "num lugar que até então era chamado de Sigtúnir". Lá, ele ergueu um grande templo, onde fazia sacrifícios de acordo com os costumes dos Æsir e, após se apossar de todo o território vizinho, povoou-o com os sacerdotes do templo. Depois disso, segundo Snorri, Njörðr passou a viver em Nóatún, Freir em Uppsala, Heimdall em Himinbjörg, Tor em Þrúðvangr, Balder em Breiðablik - todos em grandes extensões de terra que lhes foram doadas por Odim.
No capítulo X, após a morte de Njörðr, seu filho Freir assume seu lugar, e passa a ser chamado de "rei dos suecos" e "receber tributo deles". Os súditos de Freir o amavam intensamente, e ele, como seu pai, "era abençoado por boas estações". De acordo com a saga, Freir "ergueu um grande templo em Uppsala e fez dele a sua principal residência, onde lhe eram rendidos todos os tributos, tanto terras quanto bens. Essa foi a origem das riquezas de Uppsala (Uppsala öd), que vêm sendo mantidas desde então."

## Registro arqueológico
Em 1926, Sune Lindqvist realizou explorações arqueológicas em Velha Uppsala e descobriu buracos de estacas sob a igreja local. Estes buracos pareciam estar alinhados em torno de retângulos concêntricos, e diversas tentativas foram feitas para reconstruir o templo com base nesta descoberta.
Os arqueólogos Neil Price e Magnus Alkarp fazem parte daqueles que discordam desta interpretação de 1926: 
Embora ainda seja ensinada em livros escolares e outros lugares, esta conclusão é claramente errônea, já que pode-se demonstrar estratigraficamente que estes buracos de estacas pertencem a diferentes fases de construção.
 Utilizando georradares e outros métodos geofísicos, Price e Alkarp descobriram os restos de uma estrutura que interpretaram como uma construção de madeira localizada diretamente sob o transepto da atual Igreja de Velha Uppsala, e dois outros edifícios, um deles da Idade do Bronze, e outro possivelmente um salão de banquetes da Era Viquingue.

## Teorias

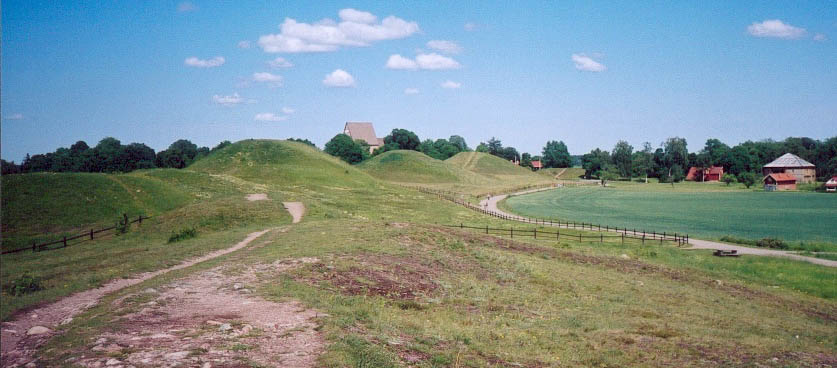
Velha Uppsala, o centro do culto pagão na Suécia até sua destruição, no fim do século XI

O germanista e filólogo austríaco Rudolf Simek afirmou que, no que diz respeito ao relato de Adão de Brema sobre o templo, "[suas] fontes a respeito desta informação têm uma confiabilidade variável, porém a existência de um templo em Uppsala não pode ser discutida." Simek afirma que detalhes dos relatos de Adão a respeito do templo podem ter sido influenciados pelas descrições do Templo de Salomão, mas, ao mesmo tempo, correntes semelhantes são mencionadas em diversas igrejas europeias que datam dos séculos VIII e IX, embora a descrição da corrente que envolve o templo como sendo de ouro possa ter sido um exagero. Segundo Simek, as diversas tentativas de se reconstruir o templo com base nos buracos de estacas provavelmente superestimaram o tamanho do templo, e, ainda segundo ele, pesquisas "mais recentes" indicam que o sítio do templo no século XI provavelmente abrangia o coro da igreja que até hoje ocupa o sítio, enquanto os buracos de estacas descobertos por Lindqvist devem, por sua vez, indicar um templo mais antigo, que foi queimado, situado no mesmo local.
O acadêmico britânico Andy Orchard afirmou que "não está claro até que ponto a descrição de Adão de Brema tem uma base histórica e não uma ficção melodramática", mas, ainda assim, segundo ele, "seu relato contém uma boa quantidade de informações úteis (assim como uma quantidade considerável de especulações)." Orchard afirma que a descrição de Adão do templo muitas vezes foi questionada, "em diversos níveis", e que Dietmar de Merseburgo produziu um relato menos detalhado, porém semelhante, a respeito dos sacrifícios realizados em Lejre, na Dinamarca, no início do século XI. Ainda segundo ele, as escavações arqueológicas realizadas no local não teriam conseguido revelar nada comparável à importância do templo, mas as três sepulturas situadas no local revelariam a importância arqueológica do sítio.